# パルスジェット

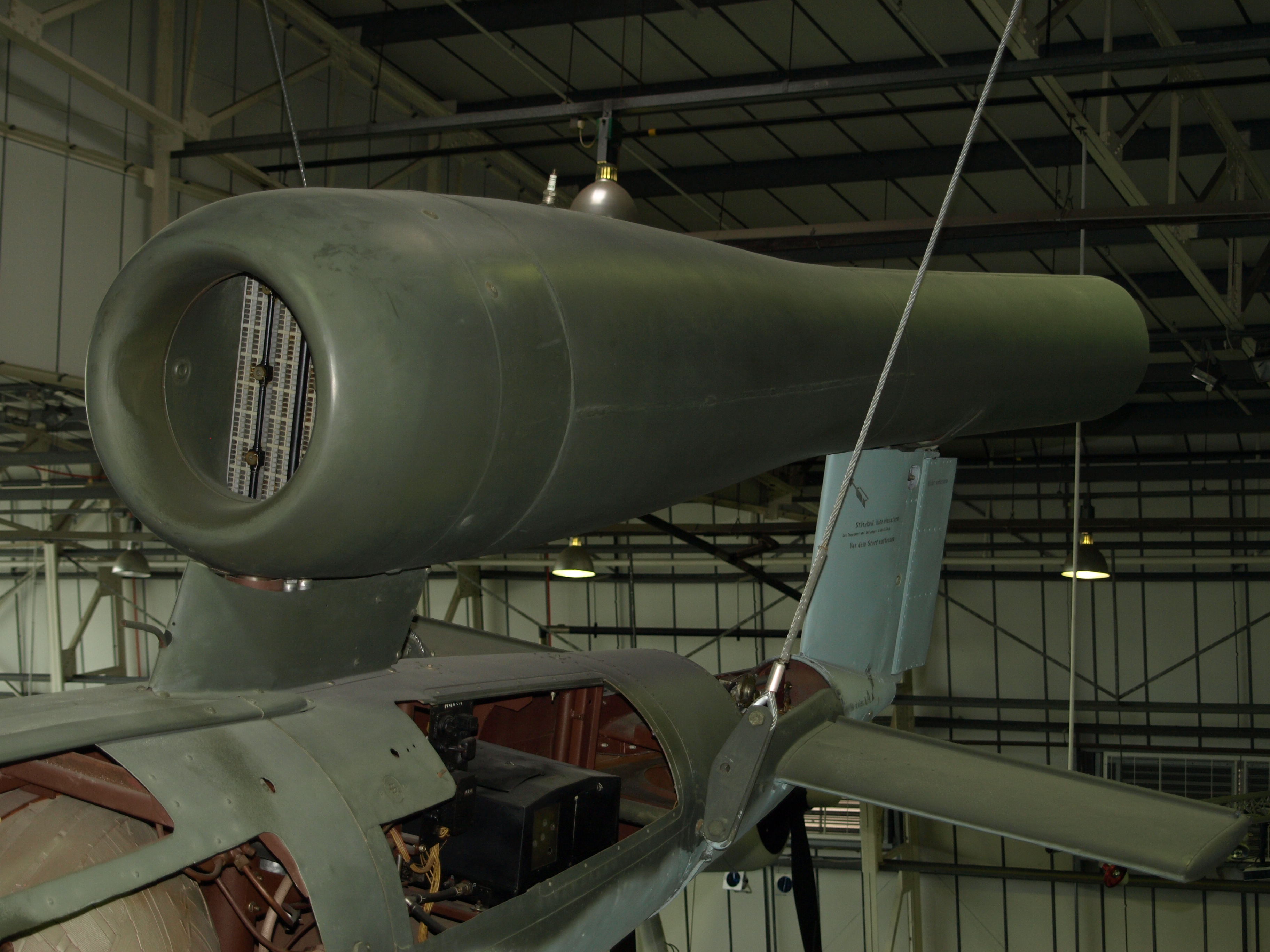
V-1ミサイルのパルスジェット

構造アニメーション

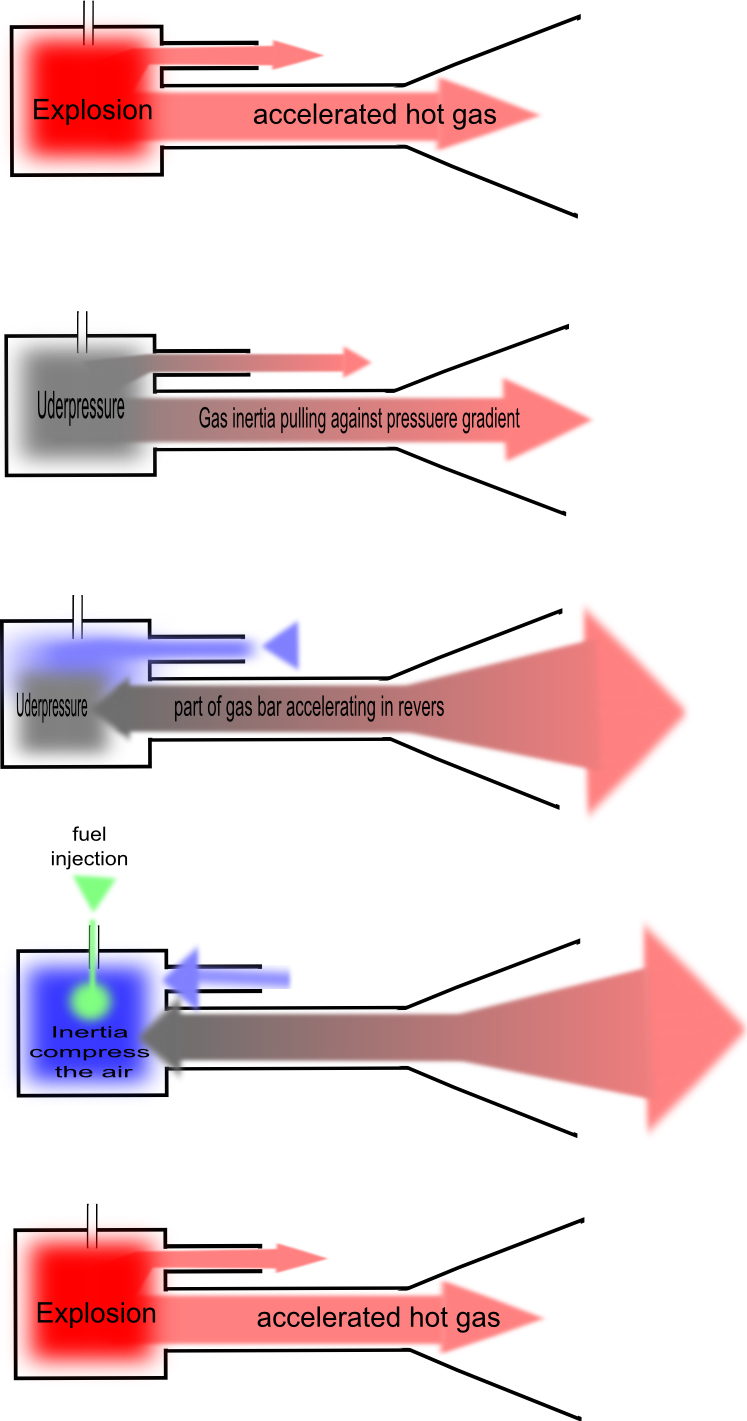
シャッターの無いU字型パルスジェットの作動原理

パルスジェット (pulsejet / pulse jet) は、間欠燃焼型のジェットエンジンである。単純な構造のため、簡素で効率の良い熱供給源として給湯器などに応用されている。かつてはミサイルや航空機の推進装置として実用化されたこともあった。
構造が単純で市販レベルの材料でも制作できるため、ホビーとして個人で制作する者もいる。

## 構造
一般的な構造では吸気口の前にシャッターがあり、吸気後、シャッターが閉じて燃焼ガスを後方から噴射する。吸気口は狭く、燃焼室が広がっており、ノズルが狭くなっているのが必須の構成要素である。この形状には、爆発の衝撃波が燃焼室後部で反射して吸気を圧縮する作用があり、これは2ストロークエンジンのチャンバーと同様の原理である。チャンバーの場合は反射した衝撃波は掃気ポートを経由して、シリンダーまで押し戻される。しかしパルスジェット・エンジンの場合、反射した衝撃波が吸気口付近に到達して吸気が圧縮された時点で（吸気に燃料を噴射された混合気が）爆発する。シャッターの役割は爆発時の圧力を前に吹きこぼさず有効に活用することと、飛行機などに使用した場合、シャッターが閉じている時はシャッター前方で吸気が若干圧縮されることである。このため推力を犠牲にすればシャッター無しでも動作は可能である。
他にもパルスジェットとして機能する構造・構成はいくつかあり、エンジン全体がU字型をしたシャッターの無いバルブレスパルスジェットや、吸入・排出口が共通となっているため開口がひとつのものなどがある。

## 歴史
最初のパルスジェット・エンジンはスウェーデン人のマルティン・ヴィーベリによって考案されたが、彼の業績の下では商業的に成功したものは無い。
1944年のロンドン空襲に実戦投入されたV1ミサイルは、パルスジェット・エンジンを採用していた。第二次世界大戦時、ドイツのV-1ミサイル、ドイツ空軍の試作機 メッサーシュミット Me328に使用された。V-1に採用されたパルスジェット・エンジンは構造が簡単であるため、大量生産に適していた。しかし、ターボジェットエンジンに比べると圧縮率が低いため、燃費の割に推力が低いうえにシャッターを閉じている間はエンジン自体が非常に大きな空気抵抗源となるため、性能が低かった。V-1は当時のレシプロ機よりも遅い速度しか出せなかったため、イギリス空軍のレシプロ戦闘機に容易に迎撃されている。
ターボプロップやターボファンなどのガスタービンエンジンが高音を発するのに対し、パルスジェット・エンジンは始動時に連続した破裂音が鳴り、続けてガスタービンよりも低く振動する様な独特の音が発生する。静音性に劣るため民間航空機では欠点となるが、パルスジェット・エンジンを搭載したV-1ミサイルは、飛行中にサイレンでも鳴らしているかのように聞こえることから、当時のロンドン市民に恐怖感を与えた。
日本海軍の特攻機「梅花」にも使用される予定であった。
その後は長らく下記のような用途に転用され、航空機用のエンジンとしては忘れ去られた存在であったが、アメリカのWave Engine社がドローン用のパルスジェットエンジンを開発、2024年に納入を開始したことを明らかにした。構造が簡単で安価なことから、軍事攻撃用のドローンのエンジンとして注目されている。

## 応用例
最近ではエンジンとしてではなく、簡素で効率の良い熱供給源として熱処理油浴の加熱や給湯器、フライ揚げ機に使用されている。機構的には、パルスジェット・エンジンの排気を細管に導入して液体を加熱する仕組みである。このような用途では、「パルス燃焼器」「パルス燃焼バーナー」「パルスバーナー」などと呼ばれる。
パルス燃焼バーナーは、浸管となる排気管内を間欠的に高速噴流が通過することから熱効率が良く、NOxも少ない。また、排気圧力のチャンバー効果による負圧により次の爆発に必要な吸気が行われるため、始動時を除き送風機が不要であり、バーナーとしては簡素な構成である。同様に熱効率の良さを利用して、フロンガス等の熱分解にも研究が進められている。
燃焼速度が音速を超えて爆轟を形成する物は、パルスデトネーションエンジンと呼ばれ、燃焼過程が等容・断熱的であり高効率を達成できるとして研究が続けられている。